# Ivica Barbarić
Pour les articles homonymes, voir Barbarić.
Ivica Barbarić est un footballeur croate né le 23 février 1962. Il évoluait au poste de milieu de terrain. Après sa carrière de joueur, il se reconvertit en entraîneur.

## Biographie

### Carrière de joueur
Ivica Barbarić joue en Yougoslavie et en Espagne.
Il dispute 65 matchs en première division espagnole, inscrivant deux buts, et 83 matchs en deuxième division espagnole, pour deux buts. Il joue également sept matchs en Coupe de l'UEFA et trois en Coupe des coupes.
Il reçoit une sélection en équipe de Yougoslavie lors de l'année 1988. Il s'agit d'une rencontre amicale jouée contre la Suisse le 24 août 1988 (défaite 0-2 à Lucerne).
Il participe avec la sélection olympique aux Jeux olympiques d'été de 1988 organisés en Corée du Sud. Lors du tournoi olympique, il joue trois matchs, avec pour résultats une victoire contre le Nigeria, et deux défaites.

### Carrière d'entraîneur
Il dirige plusieurs équipes, en Bosnie-Herzégovine et au Japon.

## Palmarès
- Vainqueur de la Coupe de Yougoslavie en 1986 avec le Velež Mostar
- Finaliste de la Coupe de Yougoslavie en 1989 avec le Velež Mostar
- Champion d'Espagne de D2 en 1990 avec le Real Burgos